# Vrtovin
Vrtovin (Duits: Obinburg) is een plaats in Slovenië en maakt deel uit van de gemeente Ajdovščina in de NUTS-3-regio Primorska. De plaats telde 452 inwoners op 1 januari 2020.

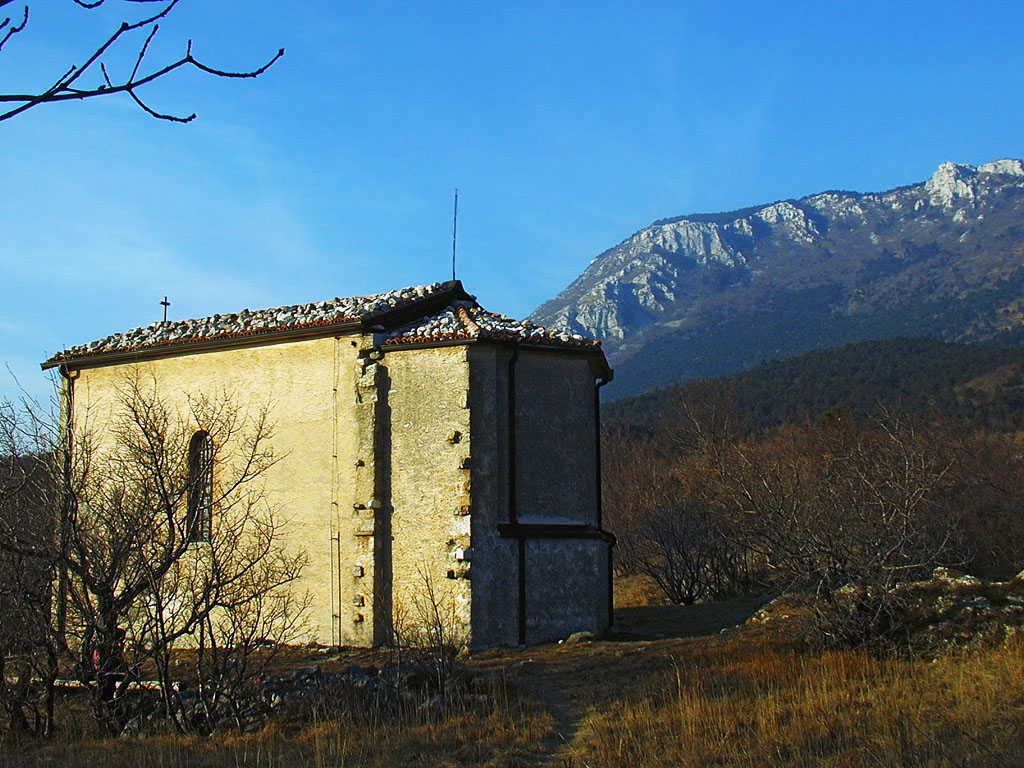
Kerkje